# Rattana sinica
Rattana sinica är en stekelart som beskrevs av He och Chen 1996. Rattana sinica ingår i släktet Rattana och familjen bracksteklar. Inga underarter finns listade i Catalogue of Life.